# アイスホッケー女子アメリカ合衆国代表
アイスホッケー女子アメリカ合衆国代表は、オリンピックを始めとする国際大会に出場するアイスホッケーのアメリカのナショナルチーム。
獲得タイトルは、世界国別代表チーム最多の計11回（オリンピック2回・世界選手権9回）である。

## オリンピックの成績
- 金メダル：2
  - 1998
  - 2018

## 世界選手権の成績
- 優勝：8
  - 2005, 2008, 2009, 2011, 2013, 2015, 2016, 2017